# 백치 (1951년 영화)
백치(白痴, The Idiot)는 일본에서 제작된 구로사와 아키라 감독의 1951년 드라마, 멜로/로맨스 영화이다. 하라 세츠코 등이 주연으로 출연하였다.
표도르 도스토옙스키의 1869년 소설 백치에 기반을 둔다.

## 출연

### 주연
- 하라 세츠코
- 모리 마사유키

### 조연
- 미후네 도시로
- 쿠가 요시코
- 시무라 타카시
- 히가시야마 치에코
- 야나기 에이지로
- 치아키 미노루
- 센고쿠 노리코
- 코도 코쿠텐
- 히다리 보쿠젠
- 미요시 에이코
- 후미야 치요코
- 요코야마 준
- 코토다 쇼이치
- 오스기 요이치
- 치치부 하루코

## 제작진
- 원작자: 표도르 도스토예프스키
- 미술: 마츠야마 타카시